# Friedrich Bogislav von Tauentzien

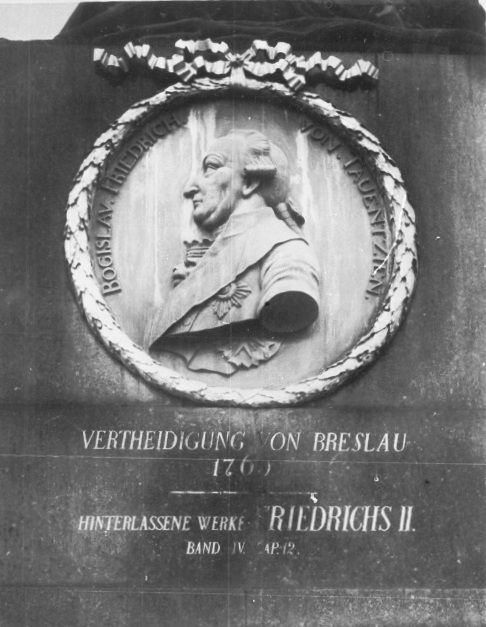
F. B. v. Tauentzien, Detail des Breslauer Grabdenkmals (zerstört)

Friedrich Bogislav von Tauentzien (* 18. April 1710 in Tauenzin, Kreis Lauenburg in Pommern; † 21. März 1791 in Breslau) war ein preußischer General in friderizianischer Zeit.

## Leben
Friedrich Bogislav von Tauentzien wurde am 18. April 1710 zu Tauentzien, dem Stammsitz seines Geschlechts von Tauentzien in der Herrschaft Lauenburg in Hinterpommern, geboren und widmete sich gemäß den Traditionen seiner Familie gleich seinen fünf Brüdern, von denen mehrere auf dem Schlachtfeld starben, frühzeitig dem Kriegsdienst.
Mit 15 Jahren kam er zum Cadettencorps und trat drei Jahre später, 1728, durch seine stattliche Gestalt empfohlen, in das „Königsregiment“ Friedrich Wilhelms I. als Fahnenjunker ein. 1734 wurde er Fähnrich; Friedrich II. machte ihn bei dem neuerrichteten ersten Bataillon Leibgarde am 4. August 1740 zum Secondlieutenant mit Hauptmannsrang in der Armee und ernannte ihn zugleich zum Adjutanten. Als solcher befand er sich beim König, als dieser noch vor Ende des Jahres in Schlesien einrückte, machte die Schlacht bei Mollwitz mit und erhielt als einer der ersten den neugestifteten Orden Pour le Mérite. 1744 kommandierte er als Major von der Armee ein Grenadierbataillon, war bei der Belagerung von Prag und der Schlacht bei Hohenfriedeberg und mit zwei Bataillonen beim Kampf um den weit vorgeschobenen Posten bei Neustadt an der Metau gegen den kaiserlichen Baron Trenk. Während des Friedens wurde er 1753 zum Kompagnieführer befördert und 1756 zum Major bei der ersten Garde. Als Oberst und Commandeur derselben machte er 1757 die Schlacht bei Kolin mit, wo er durch eine Kugel in den Leib gefährlich verwundet wurde. Die Kugel, die ihn traf, wurde ihm später in sein Grab gelegt.
Das Bataillon verlor bei Kolin binnen wenig mehr als einer Stunde 24 Offiziere und 475 Mann. Nur 250 überlebten diesen Tag unverletzt. Nach seiner Wiederherstellung diente er 1758 im Corps des Prinzen Heinrich gegen die Franzosen und nahm beim Überfall bei Hornburg im Halberstädtischen am 1. Februar mit 100 Freiwilligen die französische Besatzung von 300 Mann gefangen. Als der König bald darauf eine größere Unternehmung gegen die Franzosen ausgeführt wissen wollte, stellte er seinem Bruder frei, auch Tauentzien dazu zu beordern, „der alles dazu disponiren und dirigiren müßte, damit Ich meinen Zweck darunter erhalte, da es den dortigen Generals an der desfalls erforderlichen vivacité und prompter guter disposition fehlen möchte“. Noch in demselben Jahre ernannte er ihn, „da er in gegenwärtigem Kriege sich bei so vielen importanten Gelegenheiten dergestalt distinguirt“, zum Generalmajor und Interimscommandanten von Breslau, wohin er auch sein Bataillon verlegte.
Die Kommandantur von Breslau war eine Stellung höchsten Vertrauens für Tauentzien. Die Hauptstadt Schlesiens war als großer Depotplatz für Munition und Proviant, für Kassen, für Kranke und Gefangene, von äußerster Wichtigkeit für den König, aber als Festung ohne eine starke Besatzung schwer zu behaupten. Von den geringen Anhöhen im Süden vermochte der Feind die innere Stadt zu beschießen. Noch 1757, nach der Niederlage und Gefangennahme des Herzogs von Braunschweig-Bevern, hatte sich die Festung unter dem Kommandanten Johann Friedrich von Katte den Kaiserlichen ergeben, war aber nach dem Sieg des Königs in der Schlacht bei Leuthen wieder in seine Hände gefallen. Die Verteidigung der Festung 1760 sollte Tauentziens große Bewährungsprobe werden. Die Kriegsoperationen des fünften Jahres des Siebenjährigen Krieges begannen damit, dass, während König Friedrich in Sachsen dem kaiserlichen General Daun gegenüber lag, der Feldzeugmeister Gideon Ernst von Laudon mit dreimal stärkeren Truppen das Corps des Generals Heinrich August de la Motte Fouqué bei Landeshut besiegte und größtenteils am 23. Juni gefangen nahm.
Darauf nahm er mit dem einen Teile seines Heeres Stellung bei Liegnitz, den anderen sandte er nach Glatz und eroberte dieses am 26. Juli durch Sturm. Im Rücken gedeckt, konnte er sich jetzt gegen Breslau wenden, gegen das von Posen her in langsamen Märschen auch der russische General Soltykoff heranrückte. Die beiden Feldherrn, Soltykoff und Laudon, hatten schon 1759 vereint Friedrichs schwerste Niederlage bei Kunersdorf beigebracht. Jetzt war es dem kaiserlichen Hof von Neuem gelungen, den Petersburger Hof zu bestimmen, dass Soltykoff den Befehl erhielt, seine Operationen mit denjenigen Laudons zu vereinigen und dieselben auf die Einnahme der schlesischen Hauptstadt zu richten. Der König konnte von Dresden nicht fort, als ihm Tauentzien die Absicht der Feinde meldete. Er beauftragte seinen Bruder, den Prinzen Heinrich, der in der Neumark den Marsch der Russen beobachtete, zur Rettung Breslaus etwas zu wagen. Der Prinz eilte nach Schlesien, erfuhr aber schon am 1. August in Glogau, dass Laudon inzwischen Breslau eingeschlossen hatte. Der kaiserliche Feldherr hatte den Befehl erhalten, die Stadt womöglich vor der Ankunft der Russen einzunehmen.
Da also nur ein schneller Erfolg den Absichten seiner Regierung entsprach, beschloss Laudon, die Festung durch ein Bombardement der Stadt zur Übergabe zu zwingen und eröffnete dasselbe, da Tauentzien jede Kapitulation bestimmt ablehnte, am Abend des 1. August. Tauentziens ließ am nächsten Tag alle Vorstädte niederbrennen, um die Feinde zu hindern, sich dort festzusetzen und einen Sturm zu wagen. Diese Entschlossenheit bewog Laudon zurückzustehen. Die Russen kamen trotz aller Mahnungen nicht schnell genug heran, dagegen zog Prinz Heinrich in Eilmärschen herbei. Auch König Friedrich hatte die Belagerung von Dresden aufgegeben und war auf dem Marsch nach Schlesien. Durch den Sieg auf den Pfaffendorfer Höhen bei Liegnitz am 15. August rettete er die bedrohte Provinz. Das Verdienst Tauentziens belohnte er durch die Beförderung zum Generallieutenant, im nächsten Jahre verlieh er ihm auch den Schwarzen Adlerorden. Bald nach der Belagerung Breslaus, gegen Ende des Jahres 1760, trat Gotthold Ephraim Lessing als Sekretär in Tauentziens Dienste. Er hat den Eindruck, den er von seinem Chef empfing, in die Worte zusammengefasst: „Wäre der König von Preußen so unglücklich geworden, seine Armee unter einem Baume versammeln zu können, General Tauentzien hätte gewiss unter diesem Baume gestanden.“
Auch im nächsten Jahr war wieder eine gemeinschaftliche Operation der Russen und Habsburger in Schlesien, mit der Eroberung Breslaus als Ziel geplant. Aber der König sorgte dafür, dass sie nicht zur Ausführung kam; nur im Vorbeigehen berannte eine russische Heeresabtheilung unter Czernitscheff, wieder im August, die Vorstädte und richtete ein kurzes Bombardement gegen die Stadt. Bald darauf konnte Tauentzien selbst mit einem Teil der Garnison den Russen nachziehen, um ihren Rückmarsch etwas zu beschleunigen. Im nächsten Jahr, als von den Russen nichts mehr zu befürchten war, stellte der König nach den Siegen bei Burkersdorf und Reichenbach Tauentzien an die Spitze des Corps, welches das von Laudon im Herbst 1761 durch einen Handstreich weggenommene Schweidnitz wieder erobern sollte. Jetzt bedurfte es zur Wiedereroberung der Festung einer mehr als zweimonatlichen Belagerung. Es mag als interessant hervorgehoben werden, dass bei dieser in der Kriegsgeschichte berühmten Belagerung die Leiter der Ingenieurarbeiten vor und in der Festung zwei Franzosen, Lefebvre und Gribeauval, beide einander befreundet und Verfasser von verschiedenen Theorien über die Belagerungskunst waren. Der Verteidiger der Festung, Gribeauval, bewies sich hier offenbar tüchtiger, als sein Gegner Lefebvre; dessen Arbeiten gingen nur langsam vorwärts, weil sie von der Festung sehr wirksam gestört wurden, wobei freilich auch der Umstand in Betracht kam, dass die Besatzung an Zahl stärker war, als das Belagerungscorps. Tauentzien hatte kaum 10.000 Mann gegen 12.500 Verteidiger. Ungeduldig verlegte der König Ende September sein Hauptquartier in die Nähe und betrieb die Vorarbeiten zum Sturm persönlich, bis sich, nachdem ein Teil der Jauernigker Forts durch eine Explosion zum Sturm freigelegt worden war, die Garnison am 9. Oktober kriegsgefangen an Tauentzien ergab. So verknüpfte dieser seinen Namen noch mit einer der letzten Operationen des Krieges.
Nach dem Frieden erhielt er 1763 ein eigenes Regiment: „Tauentzien zu Fuß“. Ferner wurde er zum Gouverneur von Breslau ernannt. Zugleich wurde ihm, da der König jetzt in den Provinzen Generalinspektionen über die verschiedenen Truppengattungen einrichtete, die Inspektion über die schlesische Infanterie übertragen, während Friedrich Wilhelm von Seydlitz die der Kavallerie erhielt. Der König berücksichtigte bei diesen Stellungen weniger das Dienstalter, als Erfahrung und Verdienste. Tauentzien war im Dienst bis zum Äußersten streng und achtete peinlich auf Disziplin und Erscheinen. 1775 wurde er General der Infanterie. Als solcher machte er auch noch den Bayerischen Erbfolgekrieg mit und hatte den Oberbefehl über das zweite Treffen bei der Armee des Königs. Mehrmals wurde er als ein erfahrener Feldherr zu besonderen Unternehmungen abgeordnet. Der König gab ihm wiederholte Beweise seiner Achtung und Gunst. Zur Verbesserung seiner Einkünfte verlieh er ihm eine Domherrenstelle zu Brandenburg und eine andere zu St. Sebastian in Magdeburg, letztere mit der Erlaubnis, sie veräußern zu dürfen.
In den 1780er Jahren leistete er allerdings nicht mehr was der König von ihm verlangte, doch mochte sich dieser nicht entschließen, dem alternden General ohne sein Ersuchen den Abschied zu erteilen. Er übte aber nach dem Manöver von 1784 in einem Schreiben an ihn eine so scharfe Kritik an den Leistungen der ihm unterstellten schlesischen Infanterie, dass Tauentzien nicht umhin konnte, seine Entlassung von der Generalinspection zu begehren. Auch nach deren Abgabe blieb er bis zu seinem Tod als Gouverneur von Breslau und Regimentschef im Dienst, indem er als solcher fortan unter die Aufsicht jüngerer Vorgesetzter trat.
Die Festung Breslau hat in den langen Jahren seines Gouvernements sehr bedeutende Erweiterungen und Verstärkungen erfahren. Da der Siebenjährige Krieg die Unzulänglichkeit der bisherigen Befestigungen deutlich genug gezeigt hatte, ließ der König nach demselben nicht nur die alten Außenwerke auf der am linken Ufer liegenden Seite durch zusammenhängende Bauten erweitern, sondern zog auch die auf dem rechten Ufer gelegenen Stadtteile durch Anlegung von Schanzen, namentlich des großen Springsterns hinter dem Dom, in die Befestigung hinein. Indem Breslau sich so unter Tauentziens Gouvernement zu einer großen Festung umgestaltete und eine immer stärkere Besatzung erhielt, übte dieser fast ein Menschenalter hindurch in allen Verhältnissen der Stadt einen überaus wichtigen, oft allein bestimmenden Einfluss aus, wobei er die militärischen Rücksichten den bürgerlichen voranstellte und sich gegen Gegenvorstellungen oder Widerspruch in der Regel taub erwies.
Tauentzien war von Hause aus wenig begütert, er schuf sich seine Existenz durch den Degen, der lange Dienst brachte ihn schließlich zu Vermögen. Der König selbst schätzte ihn 1779 auf 150.000 Reichstaler. Ein Dienstgebäude hatte Tauentzien in Breslau nicht, er erwarb 1764 vom Fürsten Radziwill das Haus Junkernstraße 2, das mit dem Marmormedaillon seines einstmaligen Sekretärs Lessing geschmückt ist. Lessing war vom November 1760 bis zum März 1765 in seinem Dienst. Es ist bekannt, dass er sich sehr wenig glücklich darin fühlte, aber nicht etwa, weil ihn die derbe Natur des Generals, dem jede wissenschaftliche Bildung abging, abgestoßen hätte, sondern „weil der König von Preußen keinen ohne abhängig zu sein und zu arbeiten bezahle“. Er konnte den Zwang des Amtes überhaupt nicht ertragen. Trotzdem verdankte er diesen Jahren, in denen er das lebhafte Getriebe des wirklichen Lebens von bevorzugter Stelle aus kennenlernte, reiche Eindrücke. Hier gestaltete sich ihm der Charakter des Tellheim.
Er starb am 21. März 1791 im Alter von 80 Jahren. Er wurde innerhalb der Festungswerke an einer Stelle, wo er 1760 in Lebensgefahr gewesen war, und die er sich vom König zur Ruhestätte erbeten hatte, begraben.
Prinz Heinrich von Preußen widmete ihm eine Gedenktafel auf seinem Rheinsberger Obelisken.

## Familie

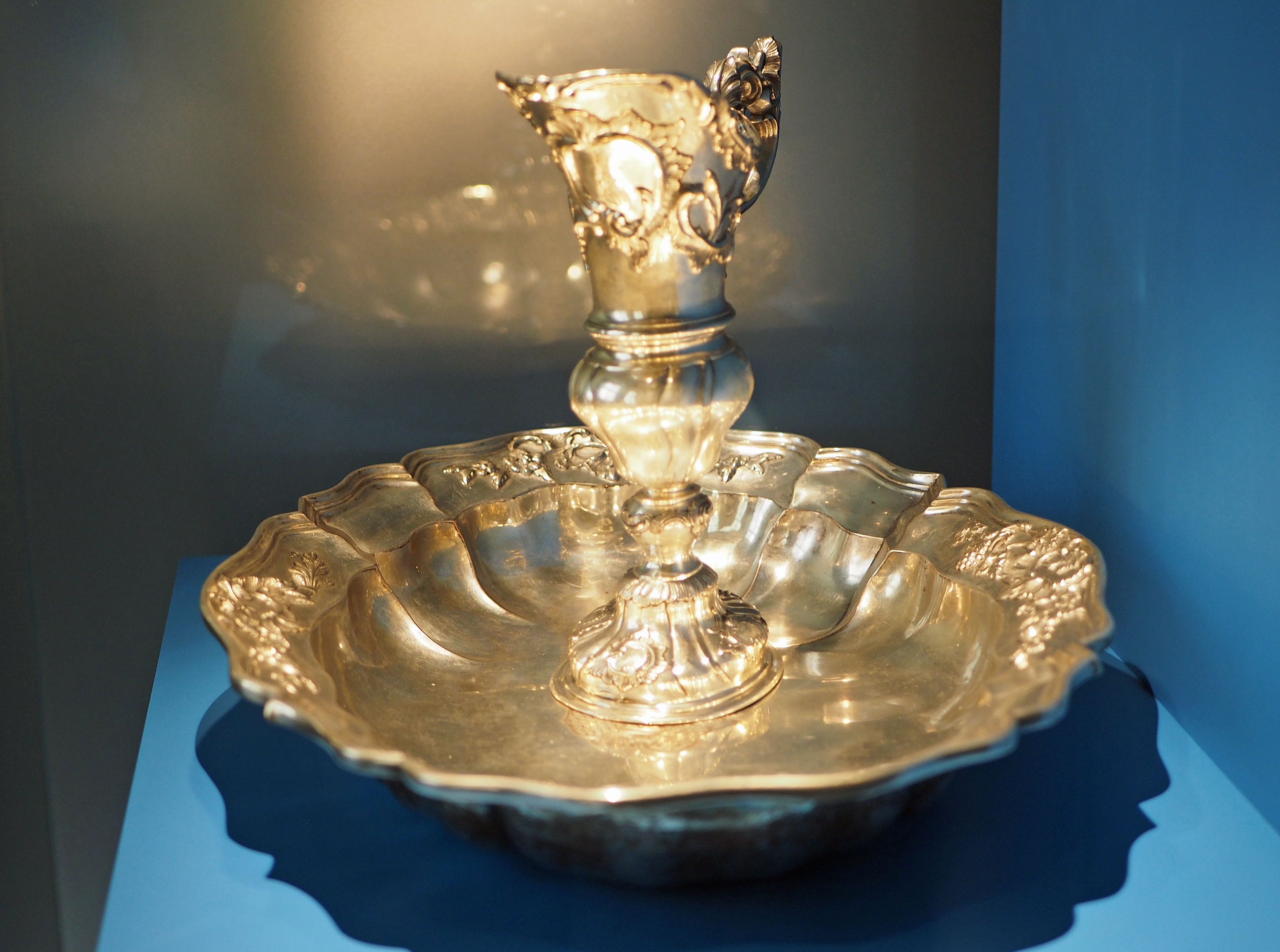
Silberkanne und Becken aus von Tauentziens Besitz (von 1774?) im Schlesischen Museum Görlitz

Tauentzien vermählte sich nach dem zweiten schlesischen Krieg mit Johanna Charlotte von dem Knesebeck, Tochter des Oberstleutnants Johann Karl Christoph von dem Knesebeck, der einst das Königsregiment Friedrich Wilhelms I. kommandiert hatte. Er hatte zwei Söhne, von denen der ältere, Bogislaw Friedrich Emanuel, als Feldherr den Ruhm des väterlichen Namens noch erhöhte. Der jüngere Sohn Carl Heinrich (* 21. März 1766; † 16. Oktober 1807) verheiratete sich mit Philippine Johanna Marie von Arndt (* 19. Oktober 1781; † 28. März 1845) und starb auf dem Gut Balkow als preußischer Major a. D. Seine vier Töchter heirateten in bedeutende Familien:
- Johanna Katharina (* 1755) ⚭ 1776 Heinrich Christian Kurt von Haugwitz (* 11. Juni 1752; † 9. Februar 1832)
- Wilhelmine Sophie (* 11. September 1763; † 18. Februar 1842) ⚭ Hardwig Ludwig Anton von Hoym (* 20. Juli 1750; † 18. Februar 1811) Kammerpräsident von Warschau[2]
- Charlotte Luise (* 14. August 1750; † 3. November 1818) ⚭ Gottfried Heinrich Leopold von Schmettau (Pommerzig) (* 21. Oktober 1732; † 15. November 1812)[3]
- Friederike Elisabeth (* 13. November 1761; † Juli, 1835) ⚭ 3. Februar 1780 August Wilhelm von Kleist (* 26. Februar 1751; † 13. Oktober 1797), Kammerherr

## Grabdenkmal

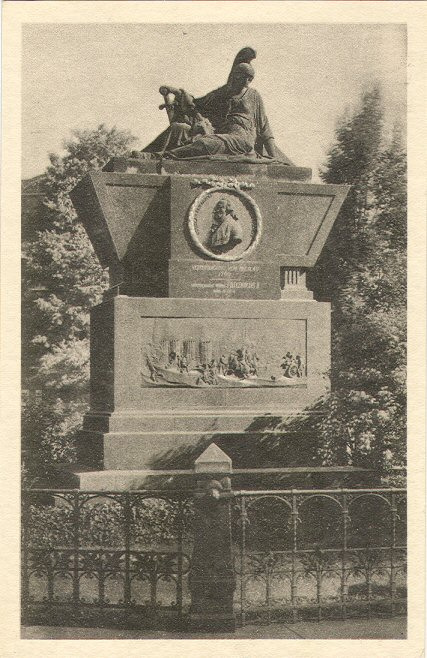
Das Tauentzien-Denkmal in Breslau

Das Denkmal des Generals Tauentzien wurde 1795 von seiner Familie für ihn als Grabmal errichtet. Es wurde nach einem gemeinsamen Entwurf des Architekten Carl Gotthard Langhans und des Bildhauers Johann Gottfried Schadow geschaffen und sollte mit narrativen Reliefs (Ausfall aus dem belagerten Breslau und die Rückeroberung der Festung Schweidnitz) und einer Plastik an ein besonderes Ereignis im Leben des Generals erinnern. Demnach habe er 1760 in der Schlacht gegen Österreich nur durch Glück überlebt. Das Flachrelief des Denkmals schuf der Breslauer Bildhauer Gottfried Stein. An der Stelle des früheren Schlachtgeschehens – in Breslau vor dem Schweidnitzer Tor – wurde nun ein für einen normalen General ungewöhnlich großes Grabmal errichtet. Zur Betonung des Denkmalcharakters wurde eigens dafür eine Parklandschaft angelegt, in die das Grabmal eingebettet wurde.
Das Objekt war ursprünglich als aufwendiges Grabmal seitens der Familie des Verstorbenen errichtet worden, ohne den Anspruch einer öffentlichen Ehrung zu entfalten, die üblicherweise Fürsten vorbehalten war. Erst mit der Zeit entfaltete das Grabmal seine Öffentlichkeitswirkung und prägte sich ins Stadtbild Breslaus ein, sodass man es später tatsächlich eher als Ehrenmal denn als Grabmal wahrnahm.
Als 1806 die Franzosen in Breslau einmarschierten, ließen sie die Stadtbefestigung schleifen. Ab 1810 gestaltete der Magistrat die Vorstädte um. So wurde im Zuge der Verlängerung der Schweidnitzer Straße um jenes Denkmal ein viereckiger Platz angelegt, welcher das Grabmal in sein Zentrum stellte. Die Transformation zum Ehrendenkmal wurde noch durch eine Umzäunung des Monuments und die Umbenennung des Platzes in „Tauentzien-Platz“ vervollständigt. Erst jetzt war das private Grabmal ein öffentliches Denkmal.
Nach dem Zweiten Weltkrieg ging Breslau in polnische Hände über. Das Grabdenkmal wurde abgerissen und die zerstörte Platzbebauung 1954 im Stil des sozialistischen Realismus, gleichzeitig angelehnt an den französischen Klassizismus, wiederaufgebaut. Allerdings wusste die polnische Verwaltung bei der Niederreißung des Denkmals 1945 wohl nicht, dass es ja tatsächlich als Grab gedient hatte, ergo ein Sarg mit Gebeinen im Erdboden zu finden sein müsste. Die Überreste des Sargs müssten also noch heute im Zentrum dieses Platzes (nun nach dem polnischen Nationalhelden plac Tadeusza Kościuszki benannt) unterirdisch existieren.